# Silk Way Rally 2012
Silk Way Rally 2012 byl čtvrtý ročník vytrvalostního závodu terénních osobních a nákladních automobilů. Termín čtvrtého ročníku byl vyhlášen na 7. až 13. července 2012. Místem startu bylo Rudé náměstí v Moskvě a cíl poblíž letoviska Soči v přímořském městě Gelendžik.
První etapa závodu končí v Ryazanu, druhá a třetí etapa povede okolo města Volgograd. Čtvrtá etapa nás zavede do univerzitního města Elista a po ní přijde další etapa se startem a cílem tamtéž. Následovat bude šestá etapa do města Majkop a pak závěrečná 7. etapa do zmíněného Gelendžiku.
Francouzská promotérská organizace ASO, jež stojí za pořádáním jihoamerického Dakaru i závodů tzv. Dakarské série vydala prohlášení, že ukončili spolupráci s organizací Russian Rally, která Hedvábnou stezku pořádá. I přesto se však letošní ročník Silk Way odjede, a to pod hlavičkou Russian Rally a ředitele soutěže Semjona Jakubova.
Start jako každoročně plánovala celá řada českých týmů.[zdroj⁠?!]

## Celkové Výsledky

### Automobily
| Poz. | Jezdec              | Spolujezdec        | Auto                   | Čas      | Rozdíl   |
| ---- | ------------------- | ------------------ | ---------------------- | -------- | -------- |
| 1.   | Boris Gadasin       | Dan Schemel        | G-Force-Proto          | 20:03:42 |          |
| 2.   | Balasz Szalay       | Laszlo Bunkoczi    | Opel Antara RR1        | 20:07:25 | +3:34    |
| 3.   | Miroslav Zapletal   | Rafal Marton       | Hummer H3 Evo          | 20:14:17 | +10:35   |
| 4.   | Lucio Alvaréz       | Bernando Graue     | Toyota Hilux Overdrive | 20:31:55 | +28:13   |
| 5.   | Christian Levieille | Pascal Larroque    | Proto Dessoude 11      | 21:19:07 | +1:15:27 |
| 6.   | Sergey Savenko      | Denis Maltsev      | Honda Acura Buggy      | 22:03:51 | +2:00:09 |
| 7.   | Matthias Kahle      | Thomas Schuenemann | SAM-Mercedes 30D CC    | 22:43:07 | +2:39:25 |
| 8.   | Oliver Koepp        | Jorg Sand          | Lennson CC LE 463      | 24:12:31 | +4:08:49 |
| 9.   | Bogdan Vavrenuk     | Pavel Kostenko     | UAZ Kargo              | 24:12:32 | +4:08:50 |
| 10.  | Vladimir Florov     | Kirill Shubin      | Nissan Frontier        | 24:41:47 | +4:38:05 |

### Kamiony
| Poz. | Jezdec               | 1. Spolujezdec        | 2. Spolujezdec     | Auto           | Čas      | Rozdíl   |
| ---- | -------------------- | --------------------- | ------------------ | -------------- | -------- | -------- |
| 1.   | Ayrat Mardeev        | Aydar Belyaev         | Anton Mirnyy       | Kamaz 4326     | 20:06:25 |          |
| 2.   | Peter Versluis       | Jurgen Damen          | Harry Schuurmans   | Man TGS        | 20:36:53 | +30:28   |
| 3.   | Anton Shibalov       | Robert Amatych        | Ildar Shaysultanov | Kamaz 4326     | 21:03:43 | +57:18   |
| 4.   | Aleš Loprais         | Serge Bruynkens       | Frank Deenen       | Man TGS        | 21:09:34 | +1:03:09 |
| 5.   | Dmitry Sotnikov      | Evgeny Yakovlev       | Igor Devyatkin     | Kamaz 4326     | 22:12:23 | +2:05:58 |
| 6.   | Eduard Nikolaev      | Sergey Savostin       | Vladimir Rybakov   | Kamaz 4326     | 22:20:34 | +2:14:09 |
| 7.   | Steven Rotsaert      | Dirk Dendooven        | Steven Wybouw      | Man TGA 18.480 | 23:48:57 | +3:42:32 |
| 8.   | Iakov Mekhtiev       | Gennadiy Gorshkov     | Sergei Plotnikov   | Man TGS 18.480 | 23:57:34 | +3:50:59 |
| 9.   | Ilgizar Mardeev      | Viatcheslav Mizyukaev | Almaz Khisamiev    | Kamaz 4326     | 24:20:41 | +4:14:16 |
| 10.  | Martin Van Den Brink | Erwin Lagerway        | Arjan Veenvliet    | Ginaf X2222    | 25:32:40 | +5:26:15 |

## Etapy
| Den          | Etapa    | Čas  | Trasa                 | Délka  | Vítěz Automobilů                     | Čas     | Vítěz Kamionů                                    | Čas     |
| ------------ | -------- | ---- | --------------------- | ------ | ------------------------------------ | ------- | ------------------------------------------------ | ------- |
| 8. července  | 1. Etapa | 5:30 | Moskva - Volhohrad    | 259 km | Boris Gadasin Dan Shchemel           | 2:55:52 | Eduard Nikolaev Sergey Savostin Valdimir Rybakov | 3:00:55 |
| 9. července  | 2. Etapa | 7:15 | Volhohrad - Volhohrad | 309 km | Christian Lavieille Pascal Larroque  | 3:51:12 | Ayrat Mardeev Aydar Belyaev Anton Mirnyy         | 3:59:51 |
| 10. července | 3. Etapa | 6:30 | Volhohrad - Elista    | 275 km | Christian Lavieille Pascal Larroque  | 3:01:37 | Eduard Nikolaev Sergey Savostin Valdimir Rybakov | 3:01:44 |
| 11. července | 4. Etapa | 7:00 | Elista - Elista       | 392 km | Valdimir Vasilyev Vitaliy Yevtyekhov | 4:47:10 | Aleš Loprais Serge Bruynkens Frank Deenen        | 5:00:29 |
| 12. července | 5. Etapa | 6:00 | Elista - Maykop       | 453 km | Balasz Szalay Laszlo Bunkoczi        | 4:13:16 | Ayrat Mardeev Aydar Belyaev Anton Mirnyy         | 4:11:56 |
| 13. července | 6. Etapa | -:-  | Maykop - Gelendzhik   | 60 km  | Etapa zrušena                        | -:-:-   | Etapa zrušena                                    | -:-:-   |